# Wesełyj Podił (obwód połtawski)
Wesełyj Podił (ukr. Веселий Поділ) – wieś na Ukrainie, w obwodzie połtawskim, w rejonie krzemieńczuckim, w hromadzie Semeniwka. W 2001 liczyła 1196 mieszkańców, spośród których 1150 wskazało jako ojczysty język ukraiński, 43 rosyjski, a 3 białoruski.

## Urodzeni
- Łeonid Hlibow